# Linea Kishigawa

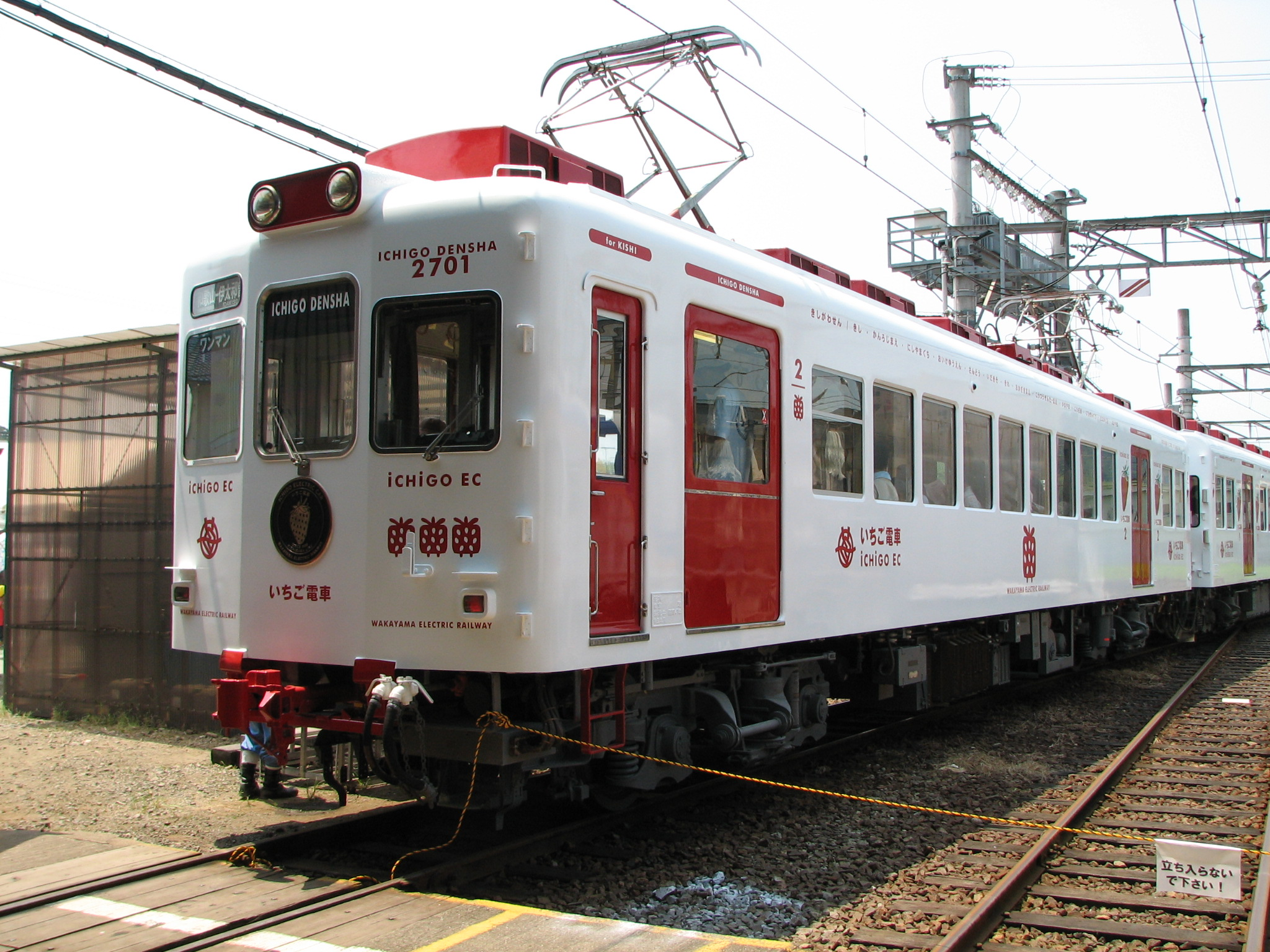
Un convoglio con livrea disegnata da Eiji Mitooka

La  linea Kishigawa della Ferrovia Elettrica di Wakayama (和歌山電鐵貴志川線?, Wakayama dentetsu Kishigawa-sen) è ferrovia suburbana situata nella prefettura di Wakayama, che collega le città di Wakayama e di Kinokawa.

## Caratteristiche
La linea si sviluppa per 14,3 km da ovest a est, attraversando la città di Wakayama, il capoluogo dell'omonima prefettura, e raggiungendo la città di Kinokawa.
La ferrovia, di interesse locale e quindi originariamente con un basso utilizzo, attira ogni giorno decine di turisti e curiosi per la presenza di Tama, un gatto ufficialmente capostazione della stazione di Kishi. Attorno a questo personaggio si è andato a creare un vincente merchandising, con treni decorati a tema, e diversi gadget in vendita. Oltre a Tama, sono presenti altri gatti fra i figuranti, per evitare di causare troppo stress a un unico animale.

## Servizi
Tama (たま?) (Kinokawa, 29 aprile 1999  – Prefettura di Wakayama, 22 giugno 2015) è stata una gatta celebre per aver ricoperto il ruolo di capostazione della stazione di Kishi sulla linea Kishigawa.
Adottata da Toshiko Koyama e nutrita dai passeggeri della stazione, assunse il ruolo di capostazione dopo la decisione del gestore della ferrovia di tagliare il personale. L'unico compenso dell'animale consisteva in cibo per gatti.
Questa decisione ha aumentato la popolarità della stazione, contribuendo a un aumento del traffico sulla linea. La gatta è protagonista di un documentario trasmesso su arte e di una puntata di Must Love Cats su Animal Planet.
Negli anni la gatta è stata affiancata da altri felini, fino alla sua morte, avvenuta il 22 giugno 2015 in un ospedale veterinario. Alcuni giorni dopo la scomparsa è stato celebrato un funerale in stile Shintō..
Tutti i treni fermano in tutte le stazioni con una frequenza di un treno ogni 30 o 60 minuti. Durante l'ora di punta della mattina, attorno alle 12 e dopo le 15, vengono aggiunti ogni 30 minuti dei treni fra Wakayama e Idakiso, portando la frequenza, in questo tratto, a un treno ogni 15-20 minuti.

## Stazioni
- Tutte le stazioni si trovano nella prefettura di Wakayama

| Stazione         | Giapponese     | Dist. totale | Dist. interst. | Collegamenti                                                    | Posizione |
| ---------------- | -------------- | ------------ | -------------- | --------------------------------------------------------------- | --------- |
| Wakayama         | 和歌山         | 0.0          | -              | JR West ■ Linea Hanwa ■ Linea Wakayama ■ Linea principale Kisei | Wakayama  |
| Tanakaguchi      | 田中口         | 0.6          | 0.6            |                                                                 | Wakayama  |
| Nichizengū       | 日前宮         | 1.4          | 0.8            |                                                                 | Wakayama  |
| Kōzaki           | 神前           | 2.9          | 1.5            |                                                                 | Wakayama  |
| Kamayama         | 竈山           | 3.7          | 0.8            |                                                                 | Wakayama  |
| Kōtsū-Center-mae | 交通センター前 | 4.8          | 1.1            |                                                                 | Wakayama  |
| Okazaki-mae      | 岡崎前         | 5.4          | 0.6            |                                                                 | Wakayama  |
| Kire             | 吉礼           | 6.4          | 1.0            |                                                                 | Wakayama  |
| Idakiso          | 伊太祈曽       | 8.0          | 1.6            |                                                                 | Wakayama  |
| Sandō            | 山東           | 9.1          | 1.1            |                                                                 | Wakayama  |
| Ōike-Yūen        | 大池遊園       | 11.3         | 2.2            |                                                                 | Kinokawa  |
| Nishiyamaguchi   | 西山口         | 12.1         | 0.8            |                                                                 | Kinokawa  |
| Kanroji-mae      | 甘露寺前       | 13.1         | 1.0            |                                                                 | Kinokawa  |
| Kishi            | 貴志           | 14.3         | 1.2            | Autobus urbani di Kinokawa                                      | Kinokawa  |

## Materiale rotabile
Sulla linea Kishigawa vengono utilizzati elettromotrici della serie 2270 revampizzati su progetto del designer Eiji Mitooka, che fra l'altro ha disegnato anche le linee del tram della serie 9200 del tram di Okayama, e lo Shinkansen Serie 800.